# 1879 год в музыке

## События
- 31 декабря — премьера комической оперы «Пираты Пензанса» Гилберта и Салливана в Нью-Йорке[1]
- Энгельберт Хумпердинк становится первым лауреатом премии Мендельсона в Берлине[2]

## Классическая музыка
- Шарль Мари Видор — Симфония для органа № 5
- Пабло де Сарасате — «Испанские танцы» для скрипки и фортепиано, тетрадь II, соч. 22.
- Бедржих Сметана — симфоническая поэма «Моя Родина»
- Сезар Франк — оратория «Заповеди блаженства»
- Асгер Хамерик — Концерт для виолончели и фортепиано

## Опера
- Джованни Боттезини — «Эрос и Леандр»
- Эрнст Несслер — «Крысолов из Гамельна»
- Артур Салливан — «Пираты Пензанса»
- Пётр Чайковский — «Орлеанская дева»

## Родились
- 5 января — Джек Норворт[англ.] (ум. 1959) — американский автор песен, певец и актёр водевилей
- 9 февраля — Натанаэль Берг[швед.] (ум. 1957) — шведский композитор
- 26 февраля — Фрэнк Бридж[англ.] (ум. 1941) — британский композитор, альтист и дирижёр
- 1 апреля — Илья Шатров (ум. 1952) — русский военный музыкант, капельмейстер и композитор
- 22 мая
  - Жан Крас (ум. 1932) — французский композитор
  - Иствуд Лэйн[англ.] (ум. 1951) — американский композитор
- 21 июня — Генри Кример[англ.] (ум. 1930) — американский поэт-песенник
- 26 июня — Агриппина Ваганова (ум. 1951) — русская и советская артистка балета, балетмейстер и педагог
- 4 июля — Филипп Гобер (ум. 1941) — французский флейтист, композитор и дирижёр
- 9 июля — Отторино Респиги (ум. 1936) — итальянский композитор
- 27 сентября — Сирил Меир Скотт (ум. 1970) — британский композитор, музыкант, писатель, поэт и теософ
- 30 сентября — Анри Казадезюс (ум. 1947) — французский композитор, альтист и музыковед
- 12 октября — Крис Смит[англ.] (ум. 1949) — американский композитор и актёр водевилей
- 18 октября — Гжегож Фительберг (ум. 1953) — польский дирижёр, скрипач и композитор
- 21 октября — Жозеф Кантелуб (ум. 1957) — французский композитор, музыковед и собиратель фольклора
- 1 декабря — Бет Слэйтер Уитсон[англ.] (ум. 1930) — американская поэтесса-песенник
- 4 декабря — Хамильтон Харти (ум. 1941) — ирландский дирижёр и композитор
- 7 декабря — Рудольф Фримль (ум. 1972) — чешский и американский композитор и пианист
- 19 декабря — Отто Ульсон (ум. 1964) — шведский органист и композитор
- Василий Петрович Ступницкий — украинский дирижёр и композитор (ум. 1945)

## Скончались
- 8 января — Фердо Ливадич[хорв.] (79) — хорватский композитор
- 20 февраля — Джон Орландо Пэрри[англ.] (69) — британский актёр, пианист, певец и автор песен
- 9 апреля — Эрнст Фридрих Эдуард Рихтер (70) — немецкий композитор, музыковед и музыкальный педагог
- 27 мая — Эдуард Шён[нем.] (54) — австрийский композитор
- 3 июня — Фрэнсис Ридли Хэвергал[англ.] (42) — американская поэтесса и автор гимнов
- 6 июля — Генри Смарт[англ.] (65) — британский органист и композитор
- 4 августа — Аделаида Кембл (64) — британская оперная певица (меццо-сопрано)
- 12 сентября — Петер Арнольд Хейзе (49) — датский композитор, органист и автор песен
- 14 октября — Карл Антон Экерт (58) — немецкий дирижёр и композитор
- 30 ноября — Август Бурнонвиль (74) — датский балетмейстер, хореограф и педагог